# 야쿠 페레스

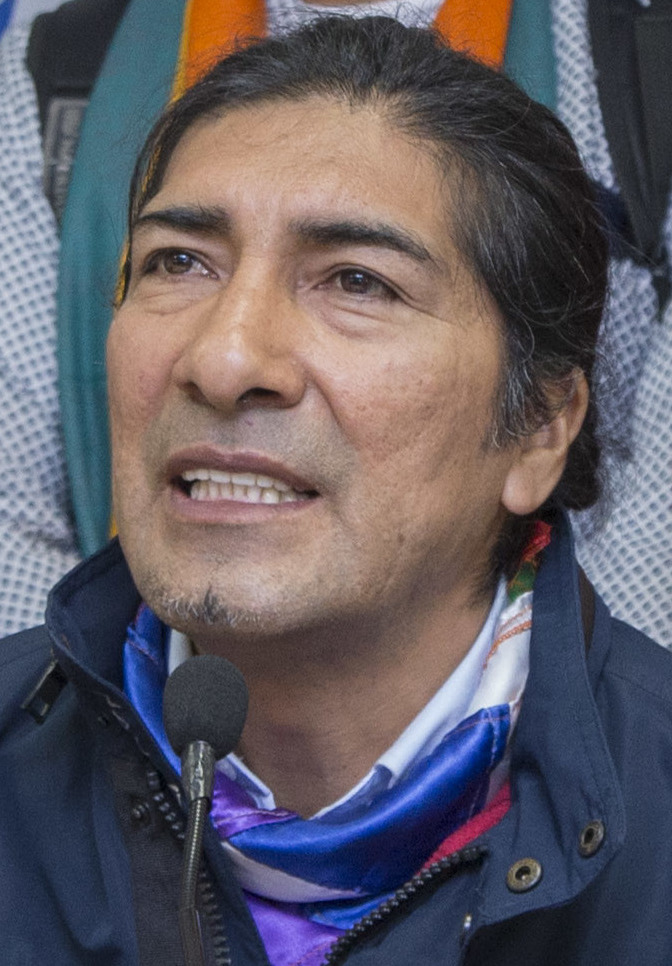

야쿠 사차 페레스 과르탐벨(스페인어: Yaku Sacha Pérez Guartambel, 1969년 2월 26일 ~ )은 에콰도르의 원주민 운동가, 정치인으로 현재 2021년 대선의 후보 중 한 명이다.
카냐리인 출신으로, 현재 생태사회주의 성향의 파차쿠틱 다민족통합운동 소속이다. 2019년 5월 14일 아수아이주의 주지사로 선출되었다. 원주민 권리 단체인 에콰도르 원주민 운동의 전 대표이며, 2019년 레닌 모레노 대통령의 신자유주의적 경제 정책에 반대하는 시위를 통해 전국적인 명성을 얻게 되었다. "반채굴 운동가"로 알려진 그는 수도 민영화 및 킴사코차 채굴 계획에 반대하는 시위를 주도해 왔으며, 이 때문에 테러 혐의로 구속된 바 있다. 좌파 성향임에도 불구하고 같은 좌파 계열인 라파엘 코레아 전 대통령 및 측근들의 채굴 정책에 반대 입장을 표명해 왔다.